# 11기 KBS 바둑왕전
11기 KBS 바둑왕전은 한국방송공사의 TV 속기전이 참가한 국내 바둑 기전이다. 결승에서는 8기 우승자 이창호 五단이 전기 10기 우승자 조훈현 九단을 2대 1로 꺾고 역전 우승하며 2번째 우승을 차지했다.

## 대진표

### 승자조,패자조
| 단              | 고광명 四단     | 유창혁 五단     | 서봉수 九단     | 서봉수 九단 | 이창호 五단 | 이창호 五단 | 이창호 五단 | 이창호 五단 (2:1) |
| 단              | 고광명 四단     | 유창혁 五단     | 서봉수 九단     | 서봉수 九단 | 이창호 五단 | 이창호 五단 | 이창호 五단 | 이창호 五단 (2:1) |
| 유창혁 五단     |                 | 유창혁 五단     | 서봉수 九단     | 서봉수 九단 | 이창호 五단 | 이창호 五단 | 이창호 五단 | 이창호 五단 (2:1) |
| 단              | (故)김인 九단   | 서봉수 九단     | 서봉수 九단     | 서봉수 九단 | 이창호 五단 | 이창호 五단 | 이창호 五단 | 이창호 五단 (2:1) |
| 단              | (故)김인 九단   | 서봉수 九단     | 서봉수 九단     | 서봉수 九단 | 이창호 五단 | 이창호 五단 | 이창호 五단 | 이창호 五단 (2:1) |
| 서봉수 九단     |                 | 서봉수 九단     | 서봉수 九단     | 서봉수 九단 | 이창호 五단 | 이창호 五단 | 이창호 五단 | 이창호 五단 (2:1) |
| 단              | (故)전영선 六단 | 강훈(大) 七단   | (故)임선근 六단 | 서봉수 九단 | 이창호 五단 | 이창호 五단 | 이창호 五단 | 이창호 五단 (2:1) |
| 단              | (故)전영선 六단 | 강훈(大) 七단   | (故)임선근 六단 | 서봉수 九단 | 이창호 五단 | 이창호 五단 | 이창호 五단 | 이창호 五단 (2:1) |
| 강훈(大) 七단   |                 | 강훈(大) 七단   | (故)임선근 六단 | 서봉수 九단 | 이창호 五단 | 이창호 五단 | 이창호 五단 | 이창호 五단 (2:1) |
| 단              | (故)우쑹성 九단 | (故)임선근 六단 | (故)임선근 六단 | 서봉수 九단 | 이창호 五단 | 이창호 五단 | 이창호 五단 | 이창호 五단 (2:1) |
| 단              | (故)우쑹성 九단 | (故)임선근 六단 | (故)임선근 六단 | 서봉수 九단 | 이창호 五단 | 이창호 五단 | 이창호 五단 | 이창호 五단 (2:1) |
| (故)임선근 七단 |                 | (故)임선근 六단 | (故)임선근 六단 | 서봉수 九단 | 이창호 五단 | 이창호 五단 | 이창호 五단 | 이창호 五단 (2:1) |
| 단              | (故)하찬석 八단 | 서능욱 九단     | 이창호 六단     | 이창호 六단 | 이창호 五단 | 이창호 五단 | 이창호 五단 | 이창호 五단 (2:1) |
| 단              | (故)하찬석 八단 | 서능욱 九단     | 이창호 六단     | 이창호 六단 | 이창호 五단 | 이창호 五단 | 이창호 五단 | 이창호 五단 (2:1) |
| 서능욱 九단     |                 | 서능욱 九단     | 이창호 六단     | 이창호 六단 | 이창호 五단 | 이창호 五단 | 이창호 五단 | 이창호 五단 (2:1) |
| 단              | 조대현 六단     | 이창호 六단     | 이창호 六단     | 이창호 六단 | 이창호 五단 | 이창호 五단 | 이창호 五단 | 이창호 五단 (2:1) |
| 단              | 조대현 六단     | 이창호 六단     | 이창호 六단     | 이창호 六단 | 이창호 五단 | 이창호 五단 | 이창호 五단 | 이창호 五단 (2:1) |
| 이창호 五단     |                 | 이창호 六단     | 이창호 六단     | 이창호 六단 | 이창호 五단 | 이창호 五단 | 이창호 五단 | 이창호 五단 (2:1) |
| 단              | 윤현석 三단     | 윤현석 三단     | 윤현석 三단     | 이창호 六단 | 이창호 五단 | 이창호 五단 | 이창호 五단 | 이창호 五단 (2:1) |
| 단              | 윤현석 三단     | 윤현석 三단     | 윤현석 三단     | 이창호 六단 | 이창호 五단 | 이창호 五단 | 이창호 五단 | 이창호 五단 (2:1) |
| 김수장 八단     |                 | 윤현석 三단     | 윤현석 三단     | 이창호 六단 | 이창호 五단 | 이창호 五단 | 이창호 五단 | 이창호 五단 (2:1) |
| 백성호 八단     | 백성호 八단     | 조훈현 九단     | 윤현석 三단     | 이창호 六단 | 이창호 五단 | 이창호 五단 | 이창호 五단 | 이창호 五단 (2:1) |
| 조훈현 九단     |                 | 조훈현 九단     | 윤현석 三단     | 이창호 六단 | 이창호 五단 | 이창호 五단 | 이창호 五단 | 이창호 五단 (2:1) |
| 패자조          |                 |                 |                 |             |             |             |             | 이창호 五단 (2:1) |
| 패자 1회전      | 패자 1회전      | 패자 2회전      | 패자 3회전      | 패자 4회전  | 패자 준결승 | 패자 결승   |             | 이창호 五단 (2:1) |
| 고광명 四단     | 백성호 八단     | 강훈(大) 七단   | 서능욱 九단     | 서능욱 九단 | 조훈현 九단 | 조훈현 九단 |             | 이창호 五단 (2:1) |
| 백성호 八단     | 백성호 八단     | 강훈(大) 七단   | 서능욱 九단     | 서능욱 九단 | 조훈현 九단 | 조훈현 九단 |             | 이창호 五단 (2:1) |
| 강훈(大) 七단   |                 | 강훈(大) 七단   | 서능욱 九단     | 서능욱 九단 | 조훈현 九단 | 조훈현 九단 |             | 이창호 五단 (2:1) |
| (故)김인 九단   | (故)김인 九단   | 서능욱 九단     | 서능욱 九단     | 서능욱 九단 | 조훈현 九단 | 조훈현 九단 |             | 이창호 五단 (2:1) |
| 김수장 八단     | (故)김인 九단   | 서능욱 九단     | 서능욱 九단     | 서능욱 九단 | 조훈현 九단 | 조훈현 九단 |             | 이창호 五단 (2:1) |
| 서능욱 九단     |                 | 서능욱 九단     | 서능욱 九단     | 서능욱 九단 | 조훈현 九단 | 조훈현 九단 |             | 이창호 五단 (2:1) |
| (故)임선근 七단 |                 |                 |                 | 서능욱 九단 | 조훈현 九단 | 조훈현 九단 |             | 이창호 五단 (2:1) |
| (故)전영선 六단 | 조대현 六단     | 조훈현 九단     | 조훈현 九단     | 조훈현 九단 | 조훈현 九단 | 조훈현 九단 |             | 이창호 五단 (2:1) |
| 조대현 六단     | 조대현 六단     | 조훈현 九단     | 조훈현 九단     | 조훈현 九단 | 조훈현 九단 | 조훈현 九단 |             | 이창호 五단 (2:1) |
| 조훈현 九단     |                 | 조훈현 九단     | 조훈현 九단     | 조훈현 九단 | 조훈현 九단 | 조훈현 九단 |             | 이창호 五단 (2:1) |
| (故)우쑹성 九단 | (故)하찬석 八단 | 유창혁 五단     | 조훈현 九단     | 조훈현 九단 | 조훈현 九단 | 조훈현 九단 |             | 이창호 五단 (2:1) |
| (故)하찬석 八단 | (故)하찬석 八단 | 유창혁 五단     | 조훈현 九단     | 조훈현 九단 | 조훈현 九단 | 조훈현 九단 |             | 이창호 五단 (2:1) |
| 유창혁 五단     |                 | 유창혁 五단     | 조훈현 九단     | 조훈현 九단 | 조훈현 九단 | 조훈현 九단 |             | 이창호 五단 (2:1) |
| 윤현석 三단     |                 |                 |                 | 조훈현 九단 | 조훈현 九단 | 조훈현 九단 |             | 이창호 五단 (2:1) |
| 서봉수 九단     |                 |                 |                 |             |             | 조훈현 九단 |             | 이창호 五단 (2:1) |

## 대국 결과

### 예선
| 대진          | 연도   | 대국일자  | 승자            | 패자            | 결과              | 기보 |
| ------------- | ------ | --------- | --------------- | --------------- | ----------------- | ---- |
| 2차예선 1회전 | 1991년 | 10월 8일  | 백성호 八단     | 유건재 六단     |                   |      |
| 3차예선 결승  | 1991년 | 9월 19일  | (故)전영선 六단 | 최명훈 初단     | 199수 흑 불계승   |      |
| 3차예선 결승  | 1991년 | 9월 19일  | 김좌기 六단     | 김동면 三단     | 269수 흑 불계승   |      |
| 3차예선 결승  | 1991년 | 9월 19일  | 박영찬 初단     | (故)강철민 七단 | 228수 백 불계승   |      |
| 3차예선 결승  | 1991년 | 10월 17일 | (故)심종식 五단 | 이상훈 二단     | 297수 흑 12집반승 |      |
| 3차예선 결승  | 1991년 | 10월 17일 | 조대현 六단     | (故)김재구 七단 | 244수 흑 10집반승 |      |
| 3차예선 결승  | 1991년 | 10월 31일 | 김수장 八단     | (故)이봉근 七단 | 151수 흑 불계승   |      |
| 3차예선 결승  | 1991년 | 10월 31일 | 김동명 五단     | 장수영 八단     | 300수 흑 5집반승  |      |
| 3차예선 결승  | 1991년 | 11월 14일 | 윤현석 二단     | 이동규 七단     | 흑 불계승         |      |
| 3차예선 결승  | 1991년 | 11월 14일 | 고광명 二단     | 윤종섭 二단     | 203수 흑 불계승   |      |
| 3차예선 결승  | 1991년 | 11월 14일 | 김종준 三단     | 김철중 二단     | 257수 흑 2집반승  |      |
| 3차예선 결승  | 1991년 | 11월 28일 | 백성호 八단     | 황원준 七단     | 284수 백 8집반승  |      |
| 3차예선 결승  | 1991년 | 11월 28일 | 이상훈(小) 初단 | 양재호 七단     | 249수 백 8집반승  |      |
| 3차예선 결승  | 1991년 | 12월 12일 | (故)임선근 七단 | 권갑용 五단     | 256수 흑 1집반승  |      |

### 본선
| 대진        | 연도   | 대국일자  | 승자            | 패자            | 결과              | 기보 |
| ----------- | ------ | --------- | --------------- | --------------- | ----------------- | ---- |
| 승자 1회전  | 1991년 | 12월 12일 | 고광명 四단     | 이상훈(小) 初단 | 306수 백 30집반승 |      |
| 승자 1회전  | 1992년 | 1월 9일   | (故)김인 九단   | 김동명 五단     | 143수 흑 불계승   |      |
| 승자 1회전  | 1992년 | 1월 9일   | (故)우쑹성 九단 | 김좌기 六단     | 265수 백 반집승   |      |
| 승자 1회전  | 1992년 | 1월 20일  | 윤현석 三단     | 김종준 三단     | 257수 백 7집반승  |      |
| 승자 1회전  | 1992년 | 1월 20일  | (故)하찬석 八단 | (故)심종식 五단 | 296수 흑 13집반승 |      |
| 승자 1회전  | 1992년 | 2월 6일   | (故)전영선 六단 | 윤기현 九단     | 244수 백 불계승   |      |
| 승자 1회전  | 1992년 | 2월 6일   | 조대현 五단     | 박영찬 初단     | 257수 백 7집반승  |      |
| 승자 2회전  | 1992년 | 2월 20일  | 김수장 八단     | 윤현석 三단     | 254수 흑 2집반승  |      |
| 승자 2회전  | 1992년 | 2월 20일  | 이창호 九단     | 조대현 五단     | 198수 백 불계승   |      |
| 승자 2회전  | 1992년 | 3월 5일   | 유창혁 九단     | 고광명 四단     | 230수 흑 23집반승 |      |
| 승자 2회전  | 1992년 | 3월 5일   | 서봉수 九단     | (故)김인 九단   | 245수 흑 3집반승  |      |
| 승자 2회전  | 1992년 | 3월 19일  | 조훈현 九단     | 백성호 八단     | 306수 백 6집반승  |      |
| 승자 2회전  | 1992년 | 3월 19일  | 강훈(大) 七단   | (故)전영선 六단 | 206수 백 불계승   |      |
| 승자 2회전  | 1992년 | 4월 2일   | (故)임선근 七단 | (故)우쑹성 九단 | 218수 백 불계승   |      |
| 승자 2회전  | 1992년 | 4월 2일   | 서능욱 九단     | (故)하찬석 八단 | 183수 흑 불계승   |      |
| 패자 1회전  | 1992년 | 4월 16일  | 조대현 六단     | (故)전영선 六단 | 175수 흑 불계승   |      |
| 패자 1회전  | 1992년 | 4월 16일  | (故)하찬석 八단 | (故)우쑹성 九단 | 277수 백 5집반승  |      |
| 패자 1회전  | 1992년 | 4월 30일  | 백성호 八단     | 고광명 四단     | 226수 흑 27집반승 |      |
| 패자 1회전  | 1992년 | 5월 21일  | (故)김인 九단   | 김수장 八단     | 236수 흑 2집반승  |      |
| 승자 3회전  | 1992년 | 4월 30일  | 서봉수 九단     | 유창혁 五단     | 238수 백 3집반승  |      |
| 승자 3회전  | 1992년 | 5월 21일  | 윤현석 二단     | 조훈현 九단     | 263수 흑 21집반승 |      |
| 승자 3회전  | 1992년 | 6월 4일   | 이창호 五단     | 서능욱 九단     | 277수 백 4집반승  |      |
| 승자 3회전  | 1992년 | 6월 4일   | 강훈(大) 七단   | (故)임선근 七단 | 196수 백 불계승   |      |
| 승자 준결승 | 1992년 | 7월 2일   | 이창호 五단     | 윤현석 三단     | 140수 백 불계승   |      |
| 승자 준결승 | 1992년 | 7월 2일   | 서봉수 九단     | (故)임선근 七단 | 268수 백 8집반승  |      |
| 패자 2회전  | 1992년 | 6월 18일  | 조훈현 九단     | 조대현 六단     | 129수 흑 불계승   |      |
| 패자 2회전  | 1992년 | 6월 18일  | 유창혁 五단     | (故)하찬석 八단 | 221수 흑 불계승   |      |
| 패자 2회전  | 1992년 | 7월 2일   | 강훈(大) 七단   | 백성호 八단     | 238수 흑 9집반승  |      |
| 패자 2회전  | 1992년 | 7월 16일  | 서능욱 九단     | (故)김인 九단   | 110수 백 불계승   |      |
| 패자 3회전  | 1992년 | 7월 16일  | 서능욱 九단     | 강훈(大) 七단   | 251수 흑 불계승   |      |
| 패자 3회전  | 1992년 | 8월 3일   | 조훈현 九단     | 유창혁 五단     | 244수 흑 3집반승  |      |
| 패자 4회전  | 1992년 | 8월 3일   | 서능욱 九단     | (故)임선근 七단 | 180수 백 불계승   |      |
| 패자 4회전  | 1992년 | 8월 13일  | 조훈현 九단     | 윤현석 三단     | 263수 흑 21집반승 |      |
| 패자 준결승 | 1992년 | 8월 13일  | 조훈현 九단     | 서능욱 九단     | 147수 흑 불계승   |      |
| 승자 결승   | 1992년 | 8월 27일  | 이창호 五단     | 서봉수 九단     | 199수 흑 12집반승 |      |
| 패자 결승   | 1992년 | 8월 27일  | 조훈현 九단     | 서봉수 九단     | 225수 흑 불계승   |      |
| 결승 1국    | 1992년 | 9월 15일  | 조훈현 九단     | 이창호 五단     | 276수 흑 1집반승  |      |
| 결승 2국    | 1992년 | 9월 24일  | 이창호 五단     | 조훈현 九단     | 301수 흑 6집반승  |      |
| 결승 3국    | 1992년 | 9월 24일  | 이창호 五단     | 조훈현 九단     | 285수 백 11집반승 |      |

- 3위 : 서봉수 九단

## 특이 사항
우승자 이창호 五단, 준우승자 조훈현 九단, 3위를 차지한 서봉수 九단이 이중에서 조훈현 九단(준우승자) 대신 서봉수 九단(3위)이 대타 출전으로 중국 베이징 CCTV 방송국에서 열리는 5회 TV 바둑 아시아 선수권대회에 출전권 획득 

## TV 중계
- KBS 2TV에서 매주 토요일 밤에 방송되어 녹화방송되어 해설은 노영하 七단, 초청해설 정수현 七단, 장수영 九단이 해설했다.